# Corcorax
Corcorax is een geslacht van zangvogels uit de familie slijknestkraaien (Corcoracidae).

## Soorten
Het geslacht kent de volgende soort:
- Corcorax melanorhamphos – Modderkraai